# Sportwagen-Weltmeisterschaft 1981

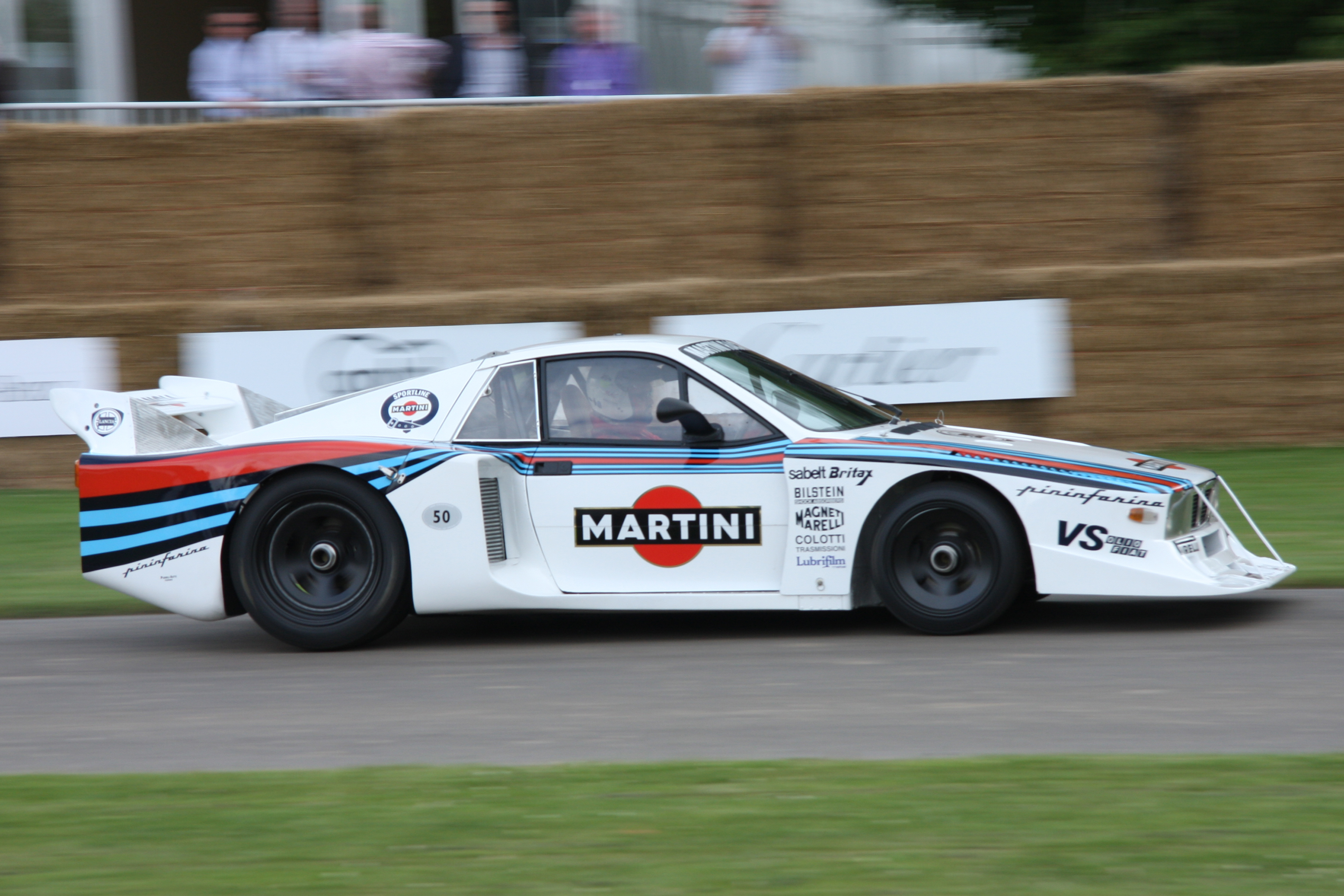
Werks-Lancia Beta Monte Carlo; Lancia holte sich mit den Gruppe-5-Rennwagen, die einen 1,4-Liter-4-Zylinder-Turbomotor hatten, den Titel eines Konstrukteur-Weltmeisters

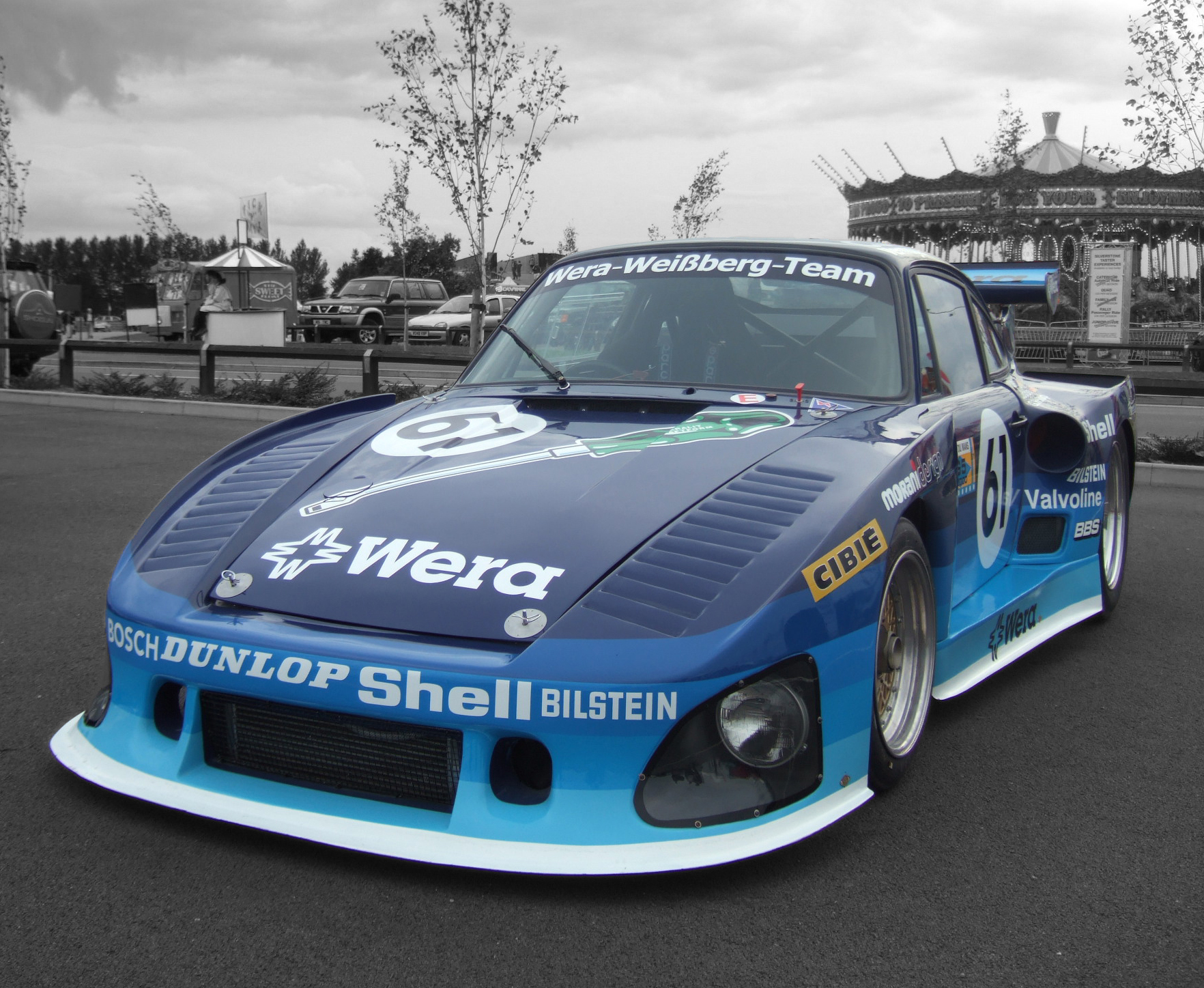
Mit dem 935 musste sich Porsche – hier der Einsatzwagen des Weralit Racing Teams – in der Gesamtwertung der Meisterschaft Lancia knapp geschlagen geben

Die Sportwagen-Weltmeisterschaft 1981 war die 29. Auflage der FIA-Sportwagen-Weltmeisterschaft, die 1953 zum ersten Mal ausgeschrieben wurde. Die Rennserie umfasste 15 Wertungsläufe, beginnend mit dem 24-Stunden-Rennen von Daytona am 1. Februar und endend mit dem 1000-km-Rennen von Brands Hatch am 27. September dieses Jahres.

## Meisterschaft
1981 wurde zum ersten Mal in der Geschichte der Sportwagen-Weltmeisterschaft der Fahrertitel vergeben. Von 1953 bis 1980 wurden ausschließlich Weltmeisterschaften für Konstrukteure und Teams ausgefahren. In der Marken-Weltmeisterschaft waren Rennwagen der Gruppe 5, Tourenwagen der Gruppe 4, GT-Rennwagen der Gruppe 3, Tourenwagen der Gruppe 2 und Serientourenwagen der Gruppe 1 startberechtigt. Titel gab es für Rennwagen über und unter 2-Liter-Hubraum.
Von den 15 Weltmeisterschaftsläufen zählten nur sechs zur Meisterschaft der Konstrukteure, alle 15 Rennen jedoch zur Fahrer-Weltmeisterschaft. Bei den Konstrukteuren zählten nur die besten fünf Ergebnisse aus den sechs Rennen. Punkte wurden wie folgt für die ersten zehn vergeben: 20-15-12-10-8-6-4-3-2-1.
Den Titel eines Markenweltmeisters sowie den Titel für Rennwagen unter 2 Liter Hubraum sicherte sich Lancia. Porsche gewann die Wertung für Wagen über 2 Liter Hubraum. Beide Hersteller hatten am Ende der Saison gleich viele Punkte sowie Gesamt- bzw. Klassensiege erreicht. Den Ausschlag für Lancia gab der vierte Rang des von Peter Sauber beim 1000-km-Rennen auf dem Nürburgring in der Gruppe 5 (Klasse über 2 Liter Hubraum) gemeldeten Lancia Beta Montecarlo, gefahren von Hans Heyer und Piercarlo Ghinzani. Obwohl das Rennen nach dem Todessturz von Herbert Müller abgebrochen wurde und nur halbe Punkte in die Wertung kamen, reichten Lancia die sechs Punkte mehr zum Titelgewinn.
Die Fahrerwertung gewann der US-Amerikaner Bob Garretson vor dem Deutschen Harald Grohs. Dritter wurde mit Bobby Rahal ein weiterer US-Amerikaner.

## Rennkalender
| Nr. | Datum         | Rennname / Rennstrecke                                                 | Team                                | Gesamtsieger                                 | Fahrzeug               | Meisterschaft     |
| --- | ------------- | ---------------------------------------------------------------------- | ----------------------------------- | -------------------------------------------- | ---------------------- | ----------------- |
| 1   | 1. Februar    | 24-Stunden-Rennen von Daytona (Daytona International Speedway)         | Garretson Racing Style Auto         | Bob Garretson Bobby Rahal Brian Redman       | Porsche 935K3          | Fahrer und Marken |
| 2   | 21. März      | 12-Stunden-Rennen von Sebring (Sebring International Raceway)          | Bayside Disposal Racing             | Hurley Haywood Al Holbert Bruce Leven        | Porsche 935/80         | Nur Fahrer        |
| 3   | 12. April     | 6-Stunden-Rennen von Mugello (Autodromo Internazionale del Mugello)    | Osella Squadra Corse                | Giorgio Francia Lella Lombardi               | Osella PA9             | Nur Fahrer        |
| 4   | 26. April     | 1000-km-Rennen von Monza (Autodromo Nazionale Monza)                   | Weralit Racing Team                 | Edgar Dören Jürgen Lässig Gerhard Holup      | Porsche 935K3          | Fahrer und Marken |
| 5   | 26. April     | 6-Stunden-Rennen von Riverside (Riverside International Raceway)       | John Fitzpatrick Racing             | John Fitzpatrick Jim Busby                   | Porsche 935K3/80       | Nur Fahrer        |
| 6   | 10. Mai       | 6-Stunden-Rennen von Silverstone (Silverstone Circuit)                 | Vegla Racing Team                   | Walter Röhrl Dieter Schornstein Harald Grohs | Porsche 935J           | Fahrer und Marken |
| 7   | 24. Mai       | 1000-km-Rennen auf dem Nürburgring (Nürburgring)                       | GS Tuning                           | Hans-Joachim Stuck Nelson Piquet             | BMW M1 Sauber          | Fahrer und Marken |
| 8   | 14. Juni      | 24-Stunden-Rennen von Le Mans (Circuit des 24 Heures)                  | Porsche System                      | Jacky Ickx Derek Bell                        | Porsche 936            | Fahrer und Marken |
| 9   | 28. Juni      | 6-Stunden-Rennen von Pergusa (Autodromo di Pergusa)                    | Grid Team Lola                      | Emilio de Villota Guy Edwards                | Lola T600              | Nur Fahrer        |
| 10  | 2. Juli       | 6-Stunden-Rennen von Daytona (Daytona International Speedway)          | Mandeville Racing                   | Roger Mandeville Amos Johnson                | Mazda RX-3             | Nur Fahrer        |
| 11  | 12. Juli      | 6-Stunden-Rennen von Watkins Glen (Watkins Glen International)         | Martini Racing                      | Riccardo Patrese Michele Alboreto            | Lancia Beta Montecarlo | Fahrer und Marken |
| 12  | 26. Juli      | 24-Stunden-Rennen von Spa-Francorchamps (Circuit de Spa-Francorchamps) | Mazda Motul TWR Team                | Tom Walkinshaw Pierre Dieudonné              | Mazda RX-7             | Nur Fahrer        |
| 13  | 16. August    | 6-Stunden-Rennen von Mosport (Mosport International Raceway)           | Andial Meister Racing               | Rolf Stommelen Harald Grohs                  | Porsche 935M16         | Nur Fahrer        |
| 14  | 23. August    | 500-Meilen-Rennen von Road America (Road America)                      | Andial Meister Racing               | Rolf Stommelen Harald Grohs                  | Porsche 935M16         | Nur Fahrer        |
| 15  | 27. September | 1000-km-Rennen von Brands Hatch (Brands Hatch Circuit)                 | Banco Occidental Ultramar Team Lola | Emilio de Villota Guy Edwards                | Lola T600              | Nur Fahrer        |

## Marken-Weltmeisterschaft für Konstrukteure

### Gesamtwertung
| Position | Konstrukteur | 1  | 2 | 3 | 4  | 5 | 6  | 7     | 8  | 9 | 10 | 11 | 12 | 13 | 14 | 15 | Gesamt |
| -------- | ------------ | -- | - | - | -- | - | -- | ----- | -- | - | -- | -- | -- | -- | -- | -- | ------ |
| 1=       | Lancia – II  |    |   |   | 20 |   | 20 | (10)  | 20 |   |    | 20 |    |    |    |    | 100    |
| 1=       | Lancia – I   |    |   |   |    |   |    | 6     |    |   |    |    |    |    |    |    | 6      |
| 2        | Porsche      | 20 |   |   | 20 |   | 20 | (7,5) | 20 |   |    | 20 |    |    |    |    | 100    |
| 3=       | BMW – I      | 8  |   |   | 15 |   | 15 | 10    | 4  |   |    |    |    |    |    |    | 52     |
| 3=       | BMW – II     |    |   |   |    |   | 15 | 7,5   |    |   |    |    |    |    |    |    | 22,5   |
| 4        | Ferrari      |    |   |   | 3  |   |    |       | 15 |   |    |    |    |    |    |    | 18     |
| 5        | Mazda        | 6  |   |   |    |   | 8  | 0,5   |    |   |    |    |    |    |    |    | 14,5   |
| 6        | Datsun       | 10 |   |   |    |   |    |       |    |   |    |    |    |    |    |    | 10     |
| 7        | Ford         |    |   |   |    |   |    | 5     |    |   |    |    |    |    |    |    | 5      |
| 8        | Toyota       |    |   |   |    |   |    | 3     |    |   |    |    |    |    |    |    | 3      |
| 9        | Opel         |    |   |   |    |   |    | 2     |    |   |    |    |    |    |    |    | 2      |
| 9        | Morgan       |    |   |   |    |   | 2  |       |    |   |    |    |    |    |    |    | 2      |
| 11       | Alfa Romeo   |    |   |   |    |   |    | 1     |    |   |    |    |    |    |    |    | 1      |

### Endwertung über 2-Liter-Hubraum
| Position | Konstrukteur | 1  | 4  | 6  | 7     | 8  | 11 | Gesamt |
| -------- | ------------ | -- | -- | -- | ----- | -- | -- | ------ |
| 1        | Porsche      | 20 | 20 | 20 | (7,5) | 20 | 20 | 100    |
| 2        | BMW          | 8  | 15 | 15 | 10    | 4  |    | 52     |
| 3        | Ferrari      |    | 3  |    |       | 15 |    | 18     |
| 4        | Datsun       | 10 |    |    |       |    |    | 10     |
| 5        | Lancia       |    |    |    | 6     |    |    | 6      |
| 6        | Morgan       |    |    | 2  |       |    |    | 2      |

### Endwertung unter 2-Liter-Hubraum
| Position | Konstrukteur | 1  | 4  | 6  | 7    | 8  | 11 | Gesamt |
| -------- | ------------ | -- | -- | -- | ---- | -- | -- | ------ |
| 1        | Lancia       | 20 | 20 | 20 | (10) | 20 | 20 | 100    |
| 2        | BMW          |    |    | 15 | 7.5  |    |    | 22,5   |
| 3        | Mazda        | 6  |    | 8  | 0,5  |    |    | 14,5   |
| 4        | Ford         |    |    |    | 5    |    |    | 5      |
| 5        | Toyota       |    |    |    | 3    |    |    | 3      |
| 6        | Opel         |    |    |    | 2    |    |    | 2      |
| 7        | Alfa Romeo   |    |    |    | 1    |    |    | 1      |

## Fahrer-Weltmeisterschaft

### Gesamtwertung
In dieser Tabelle werden die ersten zehn Positionen der Weltmeisterschaft erfasst.
| Position | Fahrer          | Konstrukteur | 1  | 2   | 3  | 4  | 5  | 6  | 7   | 8  | 9  | 10 | 11 | 12 | 13 | 14 | 15 | Gesamt |
| -------- | --------------- | ------------ | -- | --- | -- | -- | -- | -- | --- | -- | -- | -- | -- | -- | -- | -- | -- | ------ |
| 1        | Bob Garretson   | Porsche      | 21 | (5) |    |    | 18 |    |     | 16 |    |    | 19 |    | 15 | 18 | 20 | 127    |
| 2        | Harald Grohs    | Porsche      |    | 18  |    |    |    | 21 | 7,5 | 12 |    |    | 16 |    | 15 | 18 | 20 | 116,5  |
| 3        | Bobby Rahal     | Porsche      | 21 | (5) |    |    | 19 | 16 |     |    |    |    | 16 |    |    | 17 | 20 | 109    |
| 4        | Edgar Dören     | Porsche      |    |     | 10 | 21 |    | 17 | 8,5 |    | 19 |    |    |    | 18 |    | 14 | 107,5  |
| 5=       | Giorgio Francia | Osella       |    |     | 22 | 21 |    | 19 |     |    | 21 |    |    |    |    |    | 18 | 101    |
| 5=       | Lella Lombardi  | Osella       |    |     | 22 | 21 |    | 19 |     |    | 21 |    |    |    |    |    | 18 | 101    |
| 7        | Derek Bell      | Porsche BMW  | 20 |     |    |    |    | 20 |     | 20 |    |    |    | 18 |    |    | 19 | 96     |
| 8        | Bob Akin        | Porsche      | 20 |     |    |    |    | 16 |     |    |    | 5  | 14 | 19 | 10 |    |    | 84     |
| 9        | Jim Busby       | Porsche      |    |     |    |    | 21 |    |     |    |    |    | 18 |    | 16 | 16 |    | 81     |
| 10       | Brian Redman    | Porsche Lola | 21 | (5) |    |    | 19 |    |     |    |    |    |    |    | 20 | 20 |    | 80     |